# Kürdəbazlı
Kürdəbazlı è un comune dell'Azerbaigian situato nel distretto di Masallı. Conta una popolazione di 620 abitanti.